# Allison Iraheta
Allison Iraheta (Glendale, 27 aprile 1992) è una cantante statunitense.
Allison si è classificata prima nel talent show Quinceañera: Mamá Quiero Ser Artista nel 2006 e quarta nell'ottava edizione del talent show statunitense American Idol nel maggio 2009 e ha pubblicato il suo album di debutto, Just Like You, nel dicembre dello stesso anno, che a luglio 2010 ha venduto oltre 100 000 copie a livello mondiale (nella prima settimana di vendita, con le sue 32 000 copie, l'album ha debuttato alla posizione numero 35 della Billboard 200, la classifica degli album americana).

## Discografia

### Album in studio
- 2009 – Just Like You

### Singoli
- 2009 – Friday I'll Be Over U
- 2010 – Scars
- 2010 – Don't Waste the Pretty